# Sofi (mascota)
Sofi fue la mascota oficial del Campeonato Mundial de Softbol Femenino Caracas 2010, que se realizó en Venezuela. Se trata de una gatita que inspira ternura, confianza y mucha garra, trasmite la belleza e inteligencia de la mujer venezolana. Se llama Sofi, un acrónimo de SOFtbol Internacional.,  diseñado por Fractal Studio, un estudio de diseño venezolano. Fue presentada el 20 de mayo de 2010.

## Personalidad
Es una gata atrevida, espontánea y astuta. Le encanta actuar sobre un escenario y siempre sigue su intuición, aunque a veces llega a ser muy exagerada. Suele ser muy sociable, además de ser cariñosa y bondadosa. Le agrada el softbol.